# Paul Hensel
Paul Hugo Wilhelm Hensel (ur. 17 maja 1860 w Groß Barthen k. Królewca, zm. 11 listopada 1930 w Erlangen) – niemiecki filozof.

## Życiorys
Syn właściciela nieruchomości i przedsiębiorcy Sebastiana Hensela, brat matematyka Kurta Hensela, wnuk kompozytorki Fanny Hensel i malarza Wilhelma Hensela, praprawnuk filozofa Mosesa Mendelssohna.
Studiował filozofię, historię i filologię klasyczną we Fryburgu. Matka Hensla i jego babcia ze strony ojca pochodziły z rodzin żydowskich, które nawróciły się na wiarę chrześcijańską.
W 1888 w Strasburgu napisał pracę habilitacyjną pod kierunkiem Wilhelma Windelbanda i w 1895 został tamże mianowany profesorem nadzwyczajnym. Od 1898 był profesorem nadzwyczajnym w Heidelbergu. W 1902 powołano go na katedrę filozofii w Erlangen, gdzie nauczał do 1928.
Był przyjacielem Maxa Webera, z którym w 1904 popłynął do Saint Louis na kongres naukowców z okazji Wystawy Światowej (w tym samym roku odbywały się tam trzecie igrzyska olimpijskie). W 1911 odbył kolejną podróż po Stanach, odwiedzając Boston i Uniwersytet Harvarda w Cambridge. Był promotorem Hansa Reichenbacha.
Obok badań akademickich poświęcał się dydaktyce. Prowadził popularne wykłady w Norymberdze i Fürth. W 1922 był założycielem oddziału Towarzystwa Kantowskiego (Kant – Gesellschaft), którego przewodniczącym został w 1925. W swojej miejscowości był zwany „Sokratesem z Erlangen”. Spośród jego prac, jedna poświęcona odrodzeniu polskiemu wśród Mazurów może zasługiwać na baczniejszą uwagę polskiego czytelnika.

## Dzieła
- „Die Stellung des Reichskanzlers nach dem Staatsrechte des deutschen Reiches”, Monachium 1882 („O pozycji kanclerza Rzeszy w prawie państwowym Rzeszy”).
- „Über die Beziehung des reinen Ich bei Fichte zur Einheit der Apperzeption bei Kant”, Freiburg 1885.
- „Ethisches Wissen und ethisches Handeln”, wyd. 1889 („Etyczna wiedza i etyczne postępowanie).
- „Thomas Carlyle”, pierwsze wyd. Stuttgart 1901, trzecie wyd. 1922.
- „Hauptprobleme der Ethik”, Lipsk 1903 („Główne problemy etyki”).
- „Sebastian Hensel. Ein Lebensbild aus Deutschlands Lehrjahren”, Berlin 1904.
- „Die Polengefahr für die masurische Bevölkerung”, Berlin 1911 („Niebiezpieczeństwo polskie dla ludu mazurskiego”).
- „Rousseau”, Lipsk 1907, powtórne wydania: 1907, 1912 i 1919.
- „Kleine Schriften und Vorträge”, Greiz 1920 („Małe pisma i przyczynki”).